# Parc national de la Waka
Le parc national de la Waka est un parc national du Gabon créé en 2002 situé dans la province de Ngounié.